# Class of ’55: Memphis Rock & Roll Homecoming
| Оценки критиков                   | Оценки критиков |
| Источник                          | Оценка          |
| --------------------------------- | --------------- |
| Allmusic                          | [ 1 ]           |
| The Encyclopedia of Popular Music | [ 2 ]           |

Class of ’55: Memphis Rock & Roll Homecoming — совместный студийный альбом американских музыкантов Роя Орбисона, Джонни Кэша, Джерри Ли Льюиса и Карла Перкинса. Он был выпущен 26 мая 1986 года лейблом America/Smash Records, дочерней компанией Polygram Records. Продюсером альбома выступил Чипс Моман.
Хотя альбом был отчасти данью уважения Элвису Пресли, в основном он был посвящён молодым исполнителям, четырём участникам альбома, которые, как и Пресли, начали свою карьеру на Sun Records в 1950-х годах. Альбом был записан на студии Сэма Филлипса Sun Studios и завершён на студии American Sound Studios, и был задокументирован Dick Clark Productions, которая снимала его от начала до конца; The Commercial Appeal, крупнейшей тиражной газетой Среднего Юга; и Nine-O-One Network Magazine, первый выпуск которого был продан вместе с альбомом в телемаркетинговой упаковке.

## Отзывы
Альбом получил положительные отзывы музыкальной критики и интернет-изданий. Диск занял 15-е место в чарте кантри-альбомов Billboard Top Country Albums. Стив Хьюи из AllMusic отметил, что «в альбом вошли песни Перкинса „Birth of Rock and Roll“, „Sixteen Candles“, Уэйлона Дженнингса „Waymore’s Blues“, Кэша „I Will Rock and Roll With You“ и Джона Фогерти „Big Train (From Memphis)“».
Billboard выбрал альбом для обзора «Country Spotlight» и заявил, что «песни эффективно сочетают стандарты с богослужебными производными».

## Список композиций
| №  | Название                 | Автор(ы)                     | Исполнитель                    | Длительность |
| -- | ------------------------ | ---------------------------- | ------------------------------ | ------------ |
| 1. | «Birth of Rock and Roll» | Carl Perkins, Greg Perkins   | Carl Perkins                   | 4:21         |
| 2. | «Sixteen Candles»        | Luther Dixon, Allyson Khent  | Jerry Lee Lewis                | 3:48         |
| 3. | «Class of '55»           | Chips Moman, Bobby Emmons    | Carl Perkins                   | 2:56         |
| 4. | «Waymore's Blues»        | Waylon Jennings, Curtis Buck | Perkins, Lewis, Orbison & Cash | 2:25         |
| 5. | «We Remember the King»   | Paul Kennerley               | Johnny Cash                    | 2:58         |

| №  | Название                        | Автор(ы)                               | Исполнитель                    | Длительность |
| -- | ------------------------------- | -------------------------------------- | ------------------------------ | ------------ |
| 1. | «Coming Home»                   | Roy Orbison, Will Jennings, JD Souther | Roy Orbison                    | 3:59         |
| 2. | «Rock and Roll (Fais-Do-Do)»    | Michael Smotherman                     | Perkins, Lewis, Orbison & Cash | 3:17         |
| 3. | «Keep My Motor Running»         | Randy Bachman                          | Jerry Lee Lewis                | 2:52         |
| 4. | «I Will Rock and Roll with You» | Johnny Cash                            | Johnny Cash                    | 2:01         |
| 5. | «Big Train (from Memphis)»      | John Fogerty                           | Perkins, Lewis, Orbison & Cash | 7:56         |

## Чарты

### Еженедельные чарты
| Чарт (1986)        | Высшая позиция |
| ------------------ | -------------- |
| Top Country Albums | 15             |
| Billboard 200      | 87             |